# Detta (Kreis Timiș)
Detta (rumänisch Deta) ist eine Stadt im Kreis Timiș in der Region Banat in Rumänien.

## Geographische Lage

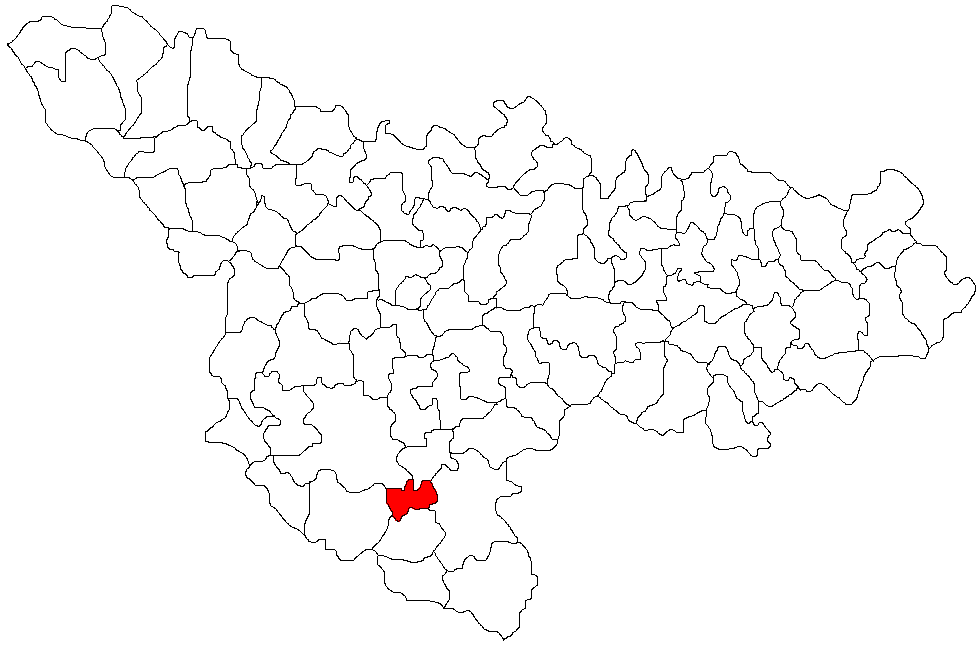
Lage von Detta im Kreis Timiș

Die Stadt liegt etwa 40 km südlich von Timișoara und 20 km von der serbischen Grenze entfernt und hat 6575 Einwohner (Stand 2011).

## Nachbarorte
| Ghilad    | Jebel                                       | Gătaia    |
| Banloc    | Kompassrose, die auf Nachbargemeinden zeigt | Bocșa     |
| Plandište | Denta                                       | Jamu Mare |

## Geschichte
Die erste urkundliche Erwähnung stammt aus dem Jahr 1360 und bezieht sich auf den Besitz des Adligen Petrus von Deed. Nach ihm wurde der Ort benannt. Nach dem Frieden von Passarowitz am 21. Juli 1718 wurde das Banat nach 164 Jahren Türkenherrschaft der Habsburgermonarchie angeschlossen und als kaiserliche Kron- und Kammerdomäne der Wiener Reichsregierung unterstellt. Es begann die habsburgische Kolonisierung des Banats durch die sogenannten Schwabenzüge. 1720–1721 wurde der Ort mit Deutschen aus Bayern und Elsaß-Lothringen besiedelt. 1924 wurde die bis dahin übliche Ortsbezeichnung Ded bzw. Dedul Mic in Detta geändert.
1810 wurde Detta von Kaiser Franz I. von Österreich zur Stadt ernannt. 1858 wurde die Bahnstrecke Detta-Stamora/Morawitza eingeweiht. Infolge des österreichisch-ungarischen Ausgleichs im Februar 1867 kam das Banat innenpolitisch unter ungarische Verwaltung. Es setzte eine gewaltige Magyarisierungswelle ein, die zu Beginn des 20. Jahrhunderts ihren Höhepunkt erreichte. Die 1880 erstmals erschienene Dettaer Zeitung wurde 1946 eingestellt. Die alte Druckpresse befindet sich heute im städtischen Museum. 1885–1910 setzte die erste Ausreisewelle nach Amerika ein. Die Mehrheit der Auswanderer ließ sich in North Dakota, Saskatchewan und Alberta nieder.
Am 4. Juni 1920 wurde das Banat infolge des Vertrags von Trianon dreigeteilt. Der größte, östliche Teil, zu dem auch Detta gehörte, fiel an das Königreich Rumänien. 1925 wurde das Unternehmen Fabrica de Furnir si Industria Lemnului Prochaska s.p.a gegründet, aus dem das heutige Holzverarbeitungswerk S.C. Plafaf S.A hervorging.
Infolge des Waffen-SS Abkommens vom 12. Mai 1943 zwischen der Antonescu-Regierung und Hitler-Deutschland wurden alle deutschstämmigen wehrpflichtigen Männer in die deutsche Armee eingezogen.
Noch vor Kriegsende, im Januar 1945, fand die Deportation aller volksdeutschen Frauen zwischen 18 und 30 Jahren und Männer im Alter von 16 bis 45 Jahren zur Aufbauarbeit in die Sowjetunion statt.  Aus Detta waren 1600 Personen von der Deportation betroffen, davon sind 37 nicht mehr zurückgekehrt.
Das Bodenreformgesetz vom 23. März 1945, das die Enteignung der deutschen Bauern in Rumänien vorsah, entzog der ländlichen Bevölkerung die Lebensgrundlage. Der enteignete Boden wurde an Kleinbauern, Landarbeiter und Kolonisten aus anderen Landesteilen verteilt. Anfang der 1950er Jahre wurde die Kollektivierung der Landwirtschaft eingeleitet. Durch das Nationalisierungsgesetz vom 11. Juni 1948, das die Verstaatlichung aller Industrie- und Handelsbetriebe, Banken und Versicherungen vorsah, fand die Enteignung aller Wirtschaftsbetriebe unabhängig von der ethnischen Zugehörigkeit statt.
Am 18. Juni 1951 fand die Deportation in die Bărăgan-Steppe unabhängig von der ethnischen Zugehörigkeit statt. Zu diesem Zweck wurde von der rumänischen Regierung ein Plan zur Säuberung des Grenzgebiets zu Jugoslawien „von politisch unzuverlässlichen Elementen“ entworfen. Als die Bărăganverschleppten 1956 heimkehrten, bekamen sie die 1945 enteigneten Häuser und Höfe zurück, der Feldbesitz wurde jedoch kollektiviert. Aus Detta waren 109 Personen von der Deportation in die Bărăgan-Steppe betroffen, davon sind 2 Personen in der Deportation verstorben.

## Wirtschaft

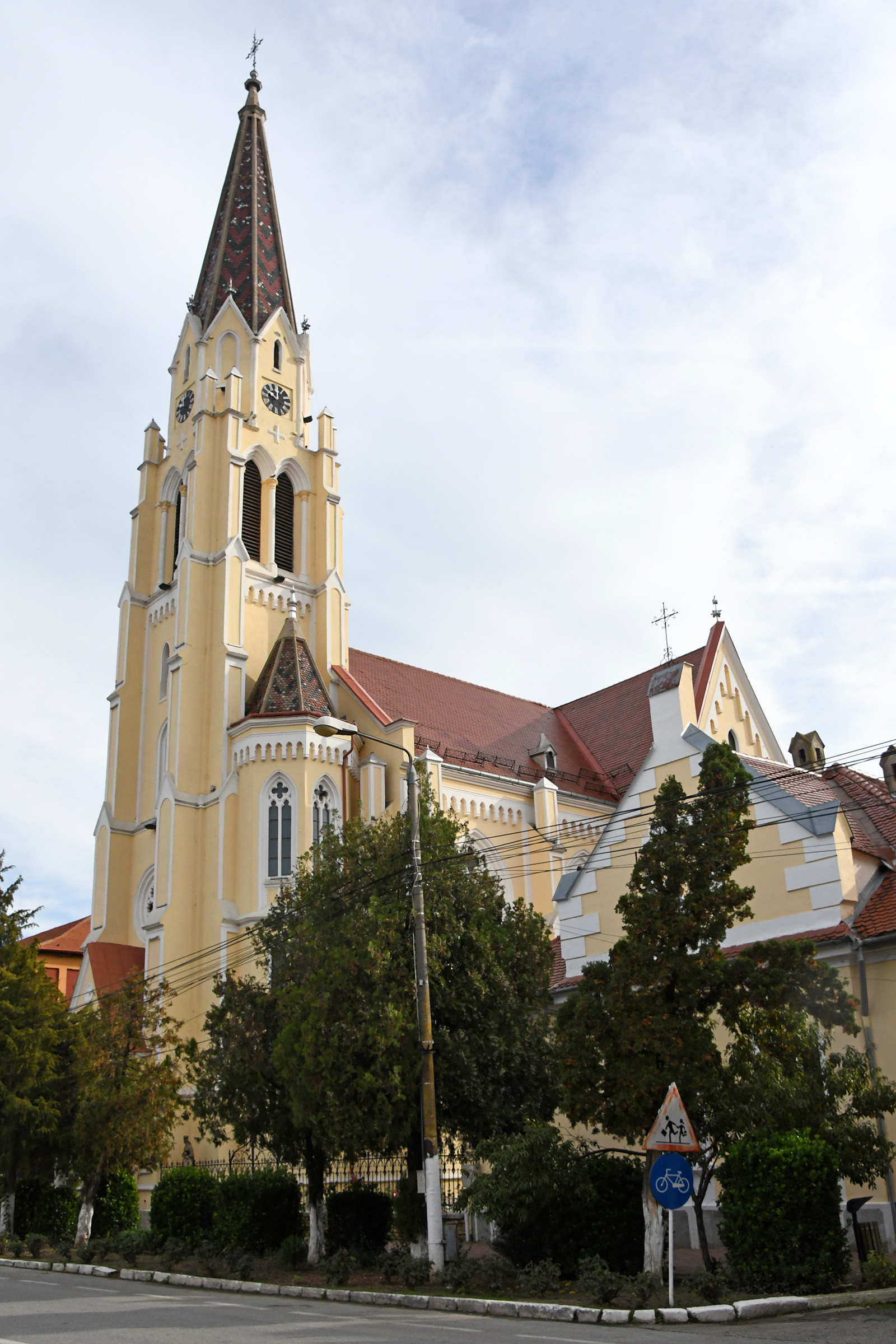
Römisch-katholische Kirche in Deta

Detta hatte schon sehr früh einen städtischen Charakter. Als wichtiger Verkehrsknotenpunkt zwischen der Banater Tiefebene und dem Banater Bergland entwickelte sich die Ortschaft zu einer wichtigen Station des Getreidehandels. Auch die 1854 eröffnete Landstraße Temeswar-Werschetz sowie die ab 1858 betriebene Bahnlinie Temeswar-Busiasch trugen zur Entwicklung des Handels bei.
1860 wurde die erste Dampfmühle errichtet; bis zur Jahrhundertwende gab es bereits fünf Mühlen in Detta. Die Bedeutung dieser Mühlen war umso größer, da sie zur Entstehung wichtiger weiterer Produktionseinheiten beitrugen, wie Ölpressen, einem Elektrizitätswerk, einer Erzgießerei, einer Maschinenfabrik, einer Maschinenreparaturwerkstatt, einer Installation für die Erzeugung von Kunsteis und einem Dampfbad. Anfang des 20. Jahrhunderts gab es außerdem zwei Ziegelfabriken in Detta.
Die 1842 gegründete Zunft umfasste 22 handwerkliche Berufe, deren Zahl sich bis 1895 auf 42 erhöhte. 1900 waren 210 unabhängige Großgewerbetreibende und 260 Industrieeinheiten in der Ortschaft registriert. Die am besten entwickelten Handwerksbranchen waren die Schustereien mit 28 und die Schneidereien mit 22 Arbeitgebern sowie der Bausektor mit 14 Unternehmern. Einige größere Werkstätten beanspruchten den Titel einer Fabrik. So bestanden in der Gemeinde eine 1880 gegründete Hut-, eine 1888 gegründete Seifen- und eine 1890 errichtete Sodawasserfabrik. 1900 waren 36,8 % der Arbeitnehmer in der Industrie, 18,8 % in der Landwirtschaft und 9,6 % im Handel beschäftigt.
Der traditionelle Hauptarbeitgeber der Stadt, ein Unternehmen der Holzverarbeitung, wurde mittlerweile durch die österreichische Eybl AG abgelöst, die in Detta mit ca. 1.500 Mitarbeitern Komponenten zur Innenausstattung von Automobilen fertigt.
Im Aufbau befindet sich seit Ende 2010 eine Gießerei am Stadtrand, welche Teile für die Energieverteilung herstellt. Das Mutterwerk befindet sich in der Schweiz. Zukünftig sollen dort in einer ersten Phase rund 120 Arbeitsstellen geschaffen werden. Der erste Guss wurde noch im Dezember 2010 gefertigt.

## Demografie
| 1880 | 3646 | 789  | 216  | 2542 | 99   |
| 1910 | 5147 | 1131 | 954  | 2885 | 177  |
| 1930 | 4965 | 1349 | 998  | 2404 | 214  |
| 1977 | 6937 | 3198 | 1636 | 1435 | 668  |
| 2002 | 6423 | 4321 | 1063 | 360  | 679  |
| 2011 | 6260 | 4247 | 698  | 252  | 1063 |
| 2021 | 5670 | 3723 | 498  | 133  | 1316 |

## Persönlichkeiten
- Valeriu Boleanțu (1882–?), Rechtsanwalt, Präfekt des Kreises Timiș-Torontal (1930)[9]
- Josef Haubrich (1883–1939), Kriegsminister in Ungarn (1919)[10][11]
- Peter Lamoth (1908–1995), Hochschullehrer
- Julia Schiff (* 1940), Schriftstellerin
- Roland Kirsch (1960–1989), Schriftsteller
- Ovidiu Ganț (* 1966), Politiker